# Махмудабад (Мазендеран)
Махмудабад (перс. محمودآباد‎) — город в северном Иране, в провинции Мазендеран. Административный центр шахрестана Махмудабад. Расположен на берегу Каспийского моря. Население — 33 781 человек (2006).
В нескольких километрах на восток от Махмудабада расположен известный курорт Хане-Дарья.